# María (EP)
María es el EP debut de la cantante surcoreana y miembro del grupo Mamamoo, Hwasa. Fue publicado el 29 de junio de 2020 a través de la discográfica RBW. El disco se promocionó con dos sencillos. La canción «Twit», que alcanzó la primera posición en las listas de Corea del Sur, y «María». Hwasa declaró que el álbum «es como un diario que contiene las emociones que sintió como una joven de 24 años». Fue producido por Kim Do-hoon Kim Jin-woo, Park Woo-sang y Zico.

## Antecedentes y lanzamiento
En febrero de 2019, Hwasa hizo su debut como solista con el sencillo digital «Twit», en el que participó como compositora y escritora. La canción encabezó la Gaon Digital Chart y obtuvo una «Triple Corona» al liderar 3 listas musicales en Corea del Sur: Gaon Digital, Gaon Download y Gaon Streaming.

## Lista de canciones
| N.º   | Título                       | Escritor(es)                     | Música                    | Duración |  |
| 1.    | «Intro: Nobody Else»         | Park Woosang                     | Park Woosang              | 1:57     |  |
| 2.    | «Maria» (마리아)             | Hwasa, Woosang                   | Hwasa, Woosang            | 3:20     |  |
| 3.    | «Kidding» (prod. Zico)       | Kim Eana, Zico                   | Kim Eana, Hwasa, Zico     | 2:45     |  |
| 4.    | «Why»                        | Hwasa, Cosmic Sound, Cosmic Girl | Cosmic Sound, Cosmic Girl | 3:21     |  |
| 5.    | «I'm Bad Too» (con DPR Live) | Hwasa, DPR Live                  | Hwasa, DPR Live           | 2:12     |  |
| 6.    | «LMM» (con DPR Live)         | Hwasa, Woosang                   | Hwasa, Woosang            | 4:41     |  |
| 7.    | «Twit» (멍청이)              | Kim Dohoon, Hwang Sungjin, Hwasa | Woosang                   | 3:10     |  |
| 21:25 |                              |                                  |                           |          |  |

## Posicionamiento en listas

### Listas semanales
| Lista (2019)                            | Mejor posición |
| --------------------------------------- | -------------- |
| Corea del Sur (Gaon)                    | 5              |
| Estados Unidos (Billboard World Albums) | 7              |